# Splash (Colapesce Dimartino)
Splash è un singolo del duo musicale italiano Colapesce Dimartino, pubblicato il 9 febbraio 2023 come secondo estratto dal secondo album in studio Lux Eterna Beach.
Il brano è stato presentato durante la seconda serata del Festival di Sanremo 2023, al termine del quale si è classificato al decimo posto vincendo il Premio della Critica "Mia Martini" e il Premio della Sala Stampa Radio-TV-Web "Lucio Dalla".

## Descrizione
Il brano, scritto e prodotto dai due cantanti con la produzione di Federico Nardelli e Giordano Colombo, è stato raccontato nel significato dai due artisti in un'intervista rilasciata a Vanity Fair Italia:

## Accoglienza

### Riconoscimenti di fine anno
- 1º — Rolling Stone Italia[7]

## Tracce
Testi e musiche di Lorenzo Urciullo e Antonio Di Martino.
1. Splash – 3:29

## Classifiche

### Classifiche settimanali
| Classifica (2023) | Posizione massima |
| ----------------- | ----------------- |
| Italia            | 6                 |
| Svizzera          | 91                |

### Classifiche di fine anno
| Classifica (2023) | Posizione |
| ----------------- | --------- |
| Italia            | 54        |

## Splash (más que mares)
Il 12 aprile 2024 viene rilasciata una versione italo-spagnola del brano, dal titolo Splash (más que mares), con la collaborazione della cantante e doppiatrice spagnola Rigoberta Bandini.